# 丸山古墳 (幸田町)

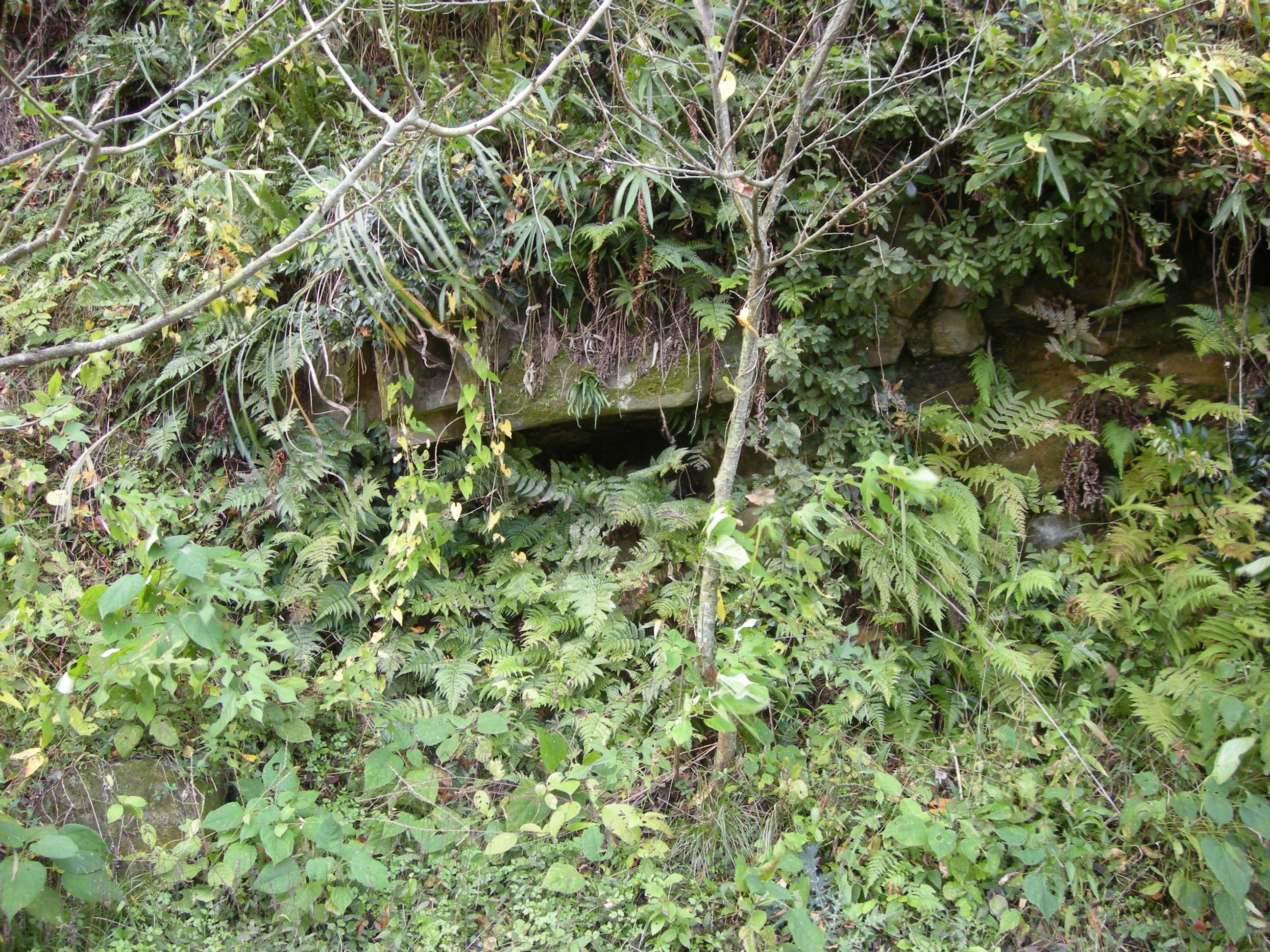
丸山古墳（幸田町）石室

丸山古墳（まるやまこふん）とは、愛知県額田郡幸田町にある円墳。

## 概要
築造は古墳時代中期の5世紀後半であり、幸田町指定史跡となっている。大岩山から北に延びる丘陵のひとつをそのまま利用して築いた二段築成の円墳であり、上段北側斜面の葺石や墳丘がよく残っている。なお、盗掘により天井石が移動している。
古墳頂上には4体の円筒埴輪が四辺形の状態に置かれ、中段にも同様に置かれていたものと考えられている。被葬者は不明である。

## 主な構造
墳形
- 円墳

規模
- 全長：直径約40メートル
- 石室：横穴式石室（未発掘調査のため使用された石材の厚さから推測）
- 石棺

## 所在地
- 愛知県額田郡幸田町野場字大岩11